# GrimE
GrimE (скорочення від «Grim Engine») — ігровий рушій, розроблений співробітником LucasArts Бретом Могилефські на основі рушія Sith. Рушій став одним із перших програмних продуктів, який відкрив широку дорогу мові програмування Lua в ігрову індустрію — після успішного використання як скриптова мова Lua став застосовуватися в багатьох комп'ютерних іграх.
GrimE є спадкоємцем SCUMM, що зберіг безліч наробітків прабатька. Модель поведінки збереглася від SCUMM — персонажі взаємодіють на заздалегідь відмальованому тлі із предметами навколишнього світу й один з одним. Основною відмінністю від SCUMM є те, що Grime є тривимірним рушієм, тобто всі персонажі є тривимірними моделями. Також контроль над рухом персонажа здійснюється за допомогою клавіатури.
Першою грою на основі GrimE стала Grim Fandango, що вийшла в 1998 році. Пізніше вийшла гра Escape from Monkey Island, четверта гра із серії Monkey Island, яка використовувала трохи покращену версію GrimE.

## Відкрита реалізація
Субпроект ScummVM під назвою «Residual» розробляє вільну реалізацію рушія GrimE шляхом зворотної розробки.